# Galaxia anémica

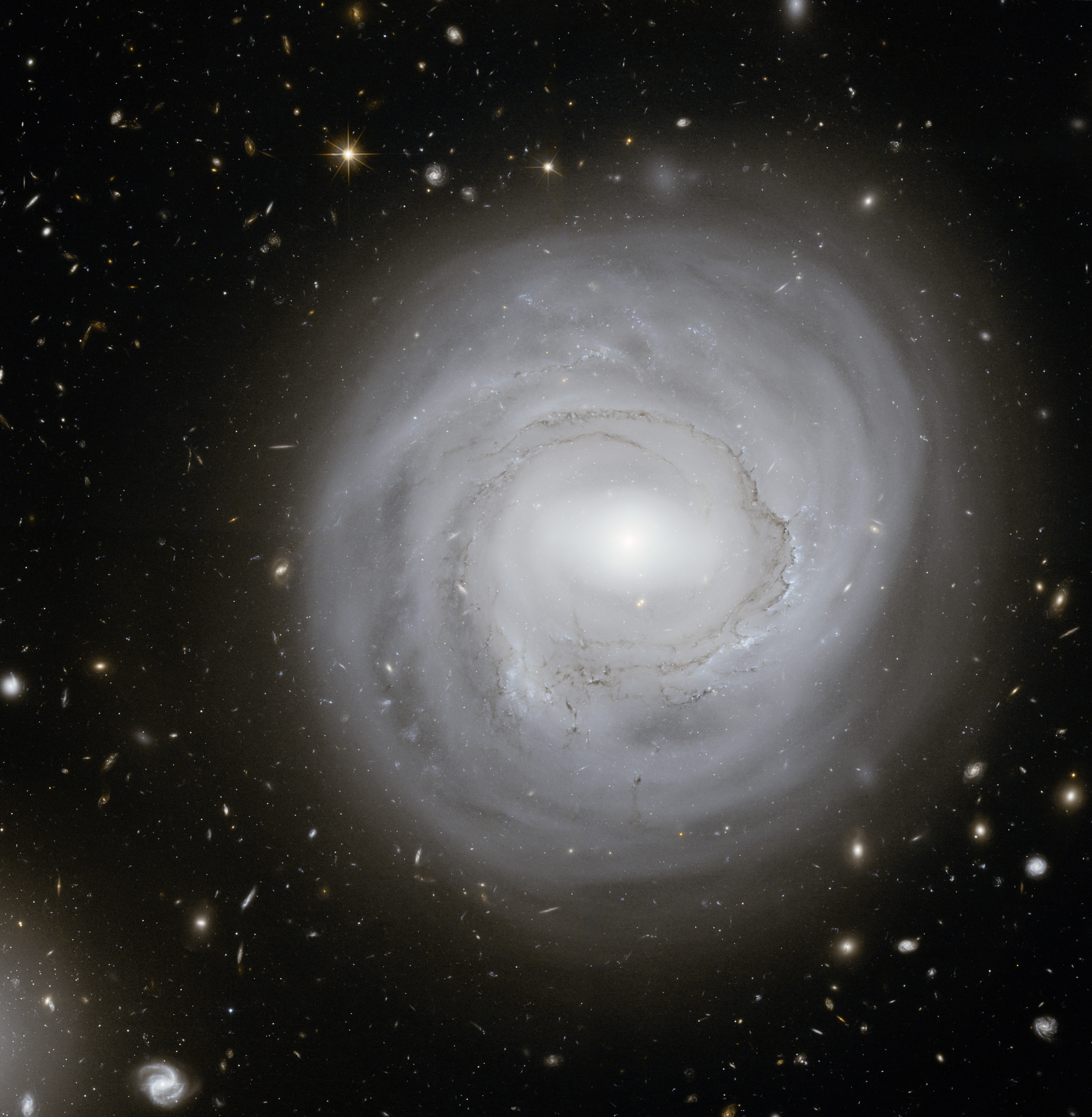
NGC 4921, la galaxia espiral más brillante del cúmulo de Coma y el prototipo de galaxia anémica.

Una galaxia anémica es un tipo de galaxia espiral con un contenido en hidrógeno neutro inusualmente bajo comparado con otras galaxias de clasificación similar en la secuencia de Hubble y con un bajo contraste entre sus brazos espirales y las regiones entre ellos.
El término fue introducido por primera vez por el astrónomo Sidney Van den Bergh en un artículo suyo publicado en 1976, considerando dichas galaxias como una forma intermedia entre las galaxias espirales normales y las galaxias lenticulares.

## Características
Dichas galaxias se caracterizan, además de por ese bajo contenido en hidrógeno neutro (que se extiende a menos distancia del centro de lo que ocurre en galaxias espirales normales como nuestra Vía Láctea, estando a veces concentrado únicamente en las regiones centrales de la galaxia) y por estar relativamente poco marcados sus brazos espirales, por tender a ser más rojas que otras galaxias espirales similares —es decir, que tienen un índice de color más alto—, lo que apunta a una menor tasa de formación estelar, al menos de estrellas de alta masa, y por tanto menos estrellas jóvenes —una evidencia de ello es el aspecto más liso de sus brazos, con menos regiones HII que otras espirales similares y/o normales (cuyos brazos tienen un aspecto más grumoso), y delimitados por bandas de polvo interestelar—, así como un bulbo mayor. Este tipo de galaxias no han de confundirse con aquellas galaxias espirales de colores también muy rojizos y con una baja tasa de formación estelar, pero en cambio muy ricas en gas.
Los prototipos de esta clase de galaxias son NGC 4921, la galaxia espiral más brillante del cúmulo de Coma, y M90, una de las galaxias espirales más brillantes del cúmulo de Virgo.
En un principio se pensaba que el hidrógeno molecular no parecía ser tan afectado por los procesos que hacen que este tipo de galaxias espirales tuviera un bajo contenido de hidrógeno neutro, de modo que pese a su deficiencia en lo segundo podrían tener tanto como una galaxia espiral normal (por ejemplo, la galaxia NGC 4314, que si bien es muy pobre en hidrógeno neutro, posee cierta cantidad de hidrógeno molecular pero solo en su región más interna), pero un estudio muy reciente muestra que un número bastante elevado de estas galaxias son también deficientes en hidrógeno molecular.
Que muchas galaxias anémicas se hallen en cúmulos de galaxias ricos apunta a que han perdido su gas debido a ello, tanto por rozamiento con el gas intergaláctico caliente que llena dichos cúmulos como por interacciones con otras galaxias, algo que ha sido corroborado por diversas observaciones. También existen galaxias de este tipo aisladas, sin pertenecer a cúmulos galácticos ricos, siendo en este caso la razón de su "anemia" haber gastado casi todo su hidrógeno debido a procesos de formación estelar.

## Galaxias espirales pasivas
Las conocidas cómo galaxias espirales pasivas son un tipo de galaxias espirales situadas en cúmulos galácticos con un elevado desplazamiento al rojo y caracterizadas por la presencia de estructura espiral, pero una formación estelar muy baja, que además en algunos casos sólo es visible en el infrarrojo al estar oculta por nubes de polvo interestelar, o nula y que algunos autores creen que es el siguiente paso en la evolución de las galaxias espirales anémicas; sin embargo, otros astrónomos creen que ambos tipos de espirales —anémicas y pasivas— son en realidad la misma clase de objetos y que la única diferencia es que las primeras están mucho más cerca que las segundas.

## Evolución posterior
Se cree que con el tiempo estas galaxias, al no poder recuperar el gas perdido por la formación de estrellas, —al igual que otras galaxias espirales situadas en cúmulos de galaxias ricos— evolucionarán hasta convertirse en sistemas parecidos a una galaxia lenticular, de modo que quizás cierto número de las galaxias lenticulares presentes en los cúmulos galácticos ricos fueron en su día galaxias espirales normales.

## Otros ejemplos
Además de las dos mencionadas, otros dos excelentes ejemplos de esta clase de galaxias son también M58 o M91, pertenecientes al cúmulo de Virgo, aunque bastantes otras galaxias espirales de dicho cúmulo también sufren de mayor o menor deficiencia de gas y formación estelar.